# Sonja Hildings
Sonja Hildings - Sonja Teresia Hildingsson, född 20 maj 1940 i Othem, Gotland, död 20 juli 1997 i Norrköping, var en svensk sångerska och revyartist.
Mest känd som Syster Jane i en klassisk sångsketch med Bernt Dahlbäck. Både Hildings och Dahlbäck ingick i humorgänget Gårunt Show som framträdde flitigt i folkparker och på krogscener under 60-talet. Hon showade även med artister som Ray Adams, Thory Bernhards och Georg Adelly. 1983 och 1986 spelade hon revy hos Hagge Geigert på Lisebergsteatern i Göteborg. På 1990-talet bosatte hon sig i Norrköping där hon medverkade i Tjadden Hällströms revyer och komedier bl.a. Ebba Röds bank och Brott och skratt på Skandiateatern.
Sonja Hildings var också en duktig dragspelare och var ofta anlitad som underhållare och allsångsledare.
Hon avled i cancer 1997.

## Filmografi
- 1972 – 47:an Löken blåser på